# ارنو بوهلر
ارنو بوهلر هو لاعب كرة قدم سويسري في مركز الدفاع، ولد في 17 يناير 1985 في Baulmes ‏ في سويسرا. شارك مع منتخب سويسرا تحت 17 سنة لكرة القدم ومنتخب سويسرا تحت 21 سنة لكرة القدم. أما مع النوادي، فقد لعب مع نادي آراو ونادي سوشو ونادي سيون ونادي لوزان.

## وصلات خارجية
- ارنو بوهلر على موقع قاعدة بيانات كرة القدم.إي يو (الإنجليزية)
- ارنو بوهلر على موقع Soccerway.com (الإنجليزية)
- ارنو بوهلر على موقع عالم كرة القدم.نت (الإنجليزية)